# Sebastián Rosano
Sebastián Rosano Escobar (Rivera, Uruguay, 25 de mayo de 1987) es un exfutbolista uruguayo que se desempeñaba como mediocampista. 

## Trayectoria
Rosano nació y creció en Rivera (Uruguay). En el club local Sarandi Universitario se destacó durante su etapa juvenil jugando tanto al fútbol como al básquetbol. De hecho su interés por el segundo deporte lo llevó a unirse al club Guanabara de Santana do Livramento (Brasil), donde fue convocado para integrar la selección de básquetbol de Brasil Sub-15. Sin embargo poco después terminaría abandonando definitivamente al básquetbol para dedicarse al fútbol a tiempo completo. 
En 2003 pasó a Wanderers y ese mismo año debutó en la primera.
En el primer semestre de 2008 estuvo en el Cagliari donde no fue tenido en cuenta, por lo que rescindió contrato y se incorporó a Tigre. El 24 de julio de 2009 firmó con Racing de Avellaneda.
En agosto de 2011 pasó al Club Atlético Peñarol, debutando el 21 del mismo mes frente a El Tanque Sisley, convirtiendo el primer gol de la victoria por 2-0 del conjunto mirasol.
El 18 de junio de 2012 la institución rescindió su contrato y el futbolista quedó en estado de libre.
Un mes más tarde el Club Deportivo Olimpia anunció su contratación para el torneo Apertura 2012-2013 de la Liga Nacional de Honduras.

## Clubes
| Club               | País      | Año         |
| ------------------ | --------- | ----------- |
| Wanderers          | Uruguay   | 2003 - 2008 |
| Cagliari(cedido)   | Italia    | 2008        |
| Tigre (cedido)     | Argentina | 2008 - 2009 |
| Racing             | Argentina | 2009 - 2010 |
| Wanderers (cedido) | Uruguay   | 2010 - 2011 |
| Racing             | Argentina | 2011        |
| Peñarol            | Uruguay   | 2011 - 2012 |
| Olimpia            | Honduras  | 2012 - 2013 |
| Juventud           | Uruguay   | 2014 - 2016 |
| Peñarol de Rivera  | Uruguay   | 2016 - 2017 |
| Tacuarembó         | Uruguay   | 2017        |
| Huracán de Rivera  | Uruguay   | 2018 - 2022 |